# Lacistema polystachyum
Lacistema polystachyum är en tvåhjärtbladig växtart som beskrevs av Adalbert Carl Karl Friedrich Hellwig Conrad Schnizlein. Lacistema polystachyum ingår i släktet Lacistema och familjen Lacistemataceae. Inga underarter finns listade i Catalogue of Life.